# Katharina Witza
Katharina Witza ist eine deutsche Schauspielerin.

## Leben
Witza spielte von 2009 bis 2020 die Rolle der Antonia Zenker in der Fernsehserie Lindenstraße. Sie war in 124 Episoden zu sehen. Von 2015 bis 2020 verkörperte sie die Figur Lotta Teichert in der Vorabend-Fernsehserie Rentnercops.

## Filmografie
- 2009–2020: Lindenstraße (Fernsehserie)
- 2015–2020: Rentnercops (Fernsehserie)